# Фанера

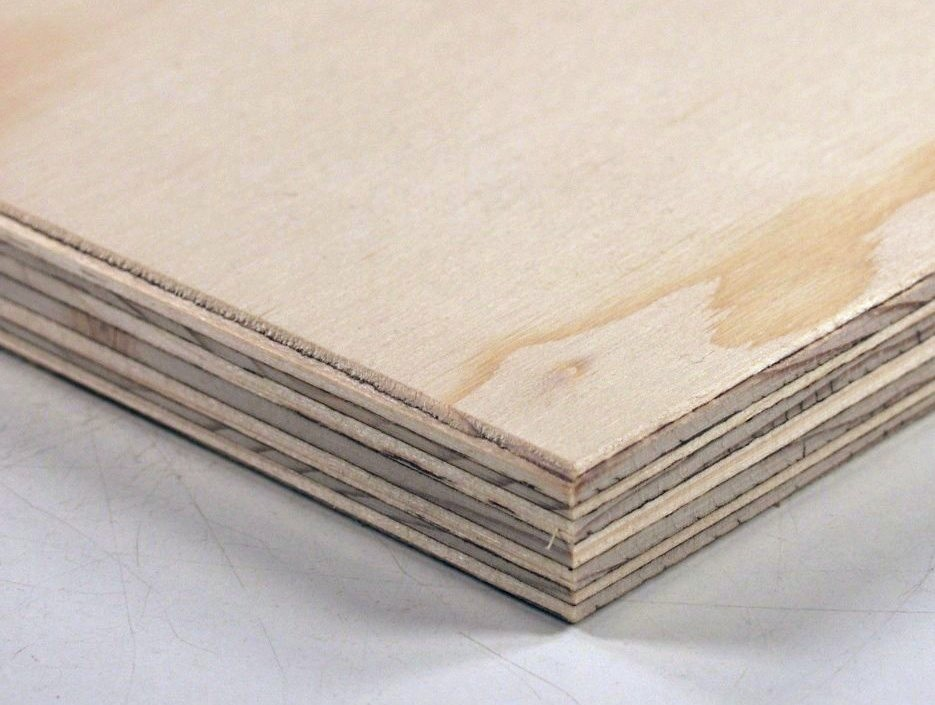
Фанера

Схема процесса изготовления фанеры

Фане́ра, древе́сно-сло́истая плита́ (нем. Furnier — от фр. fournir — накладывать) — многослойный строительный материал, изготавливаемый путём склеивания специально подготовленного шпона. Для повышения прочности фанеры слои шпона накладываются так, чтобы волокна древесины каждого листа были перпендикулярны соседним, поэтому, чтобы направления внешних слоёв совпадали, количество слоёв шпона обычно нечётное: три и более.

## История
Материал, имеющий небольшие сходства с современной фанерой, был обнаружен археологами на территории бывшего Древнего Египта в виде кедрового ларца, фанерованного черным деревом. Историки сходятся во мнении, что относится этот ларец к 15-16 веку до н.э. Насколько популярным был процесс фанеровки, остается загадкой, потому что найденный кедровый ларец является единственной подобной находкой.
Ручное производство фанеры имело место в Древней Греции и позднее в Древнем Риме. В первую очередь это было связано именно с дефицитом древесины. Античная фанера производилась только ручным способом, данный процесс был достаточно трудоемким. В качестве клеевых составов использовались дорогие натуральные смолы. Фанера была дорогим материалом, и позволить его могли только богатые слои населения.
В результате распада великой Римской Империи постепенно центром цивилизации стала становиться Центральная Европа. В этих краях никогда не было недостатка древесины. В связи с этим фактом фанера не становилась популярным материалом. Ситуация стала меняться во время промышленной революции, наступившей в Европе, когда был огромный спрос на самые разнообразные материалы.
Первый станок-пресс по производству фанеры изобрел в Англии в конце восемнадцатого века британец Самюэл Бентам. На его имя был зарегистрирован ряд патентов на машины для получения строганого шпона и для склейки слоев шпона. Первые машины для изготовления фанеры при достаточной примитивности существенно повысили эффективность производства фанеры и вытеснили ручное изготовление. Себестоимость материала при производстве машинами была существенно ниже, чем при ручном изготовлении.
В 1819 году в Российской Империи был изобретен первый станок для получения шпона методом лущения. Его изобрел российский подданный профессор Фишер и назвал «фанерным рубанком». До этого момента получение шпона происходило методом строгания древесины. Такой метод был достаточно трудоемким и крайне неэкономичным. «Фанерный рубанок» Фишера позволял производить фанеру из лущеного шпона практически без отходов. Современное производство фанеры основано на принципах изобретения профессора Фишера. В течение длительного времени производство фанеры из лущеного шпона называлось русским способом.
Международный день фанеры празднуют 10 августа.

## Применение
Строительство

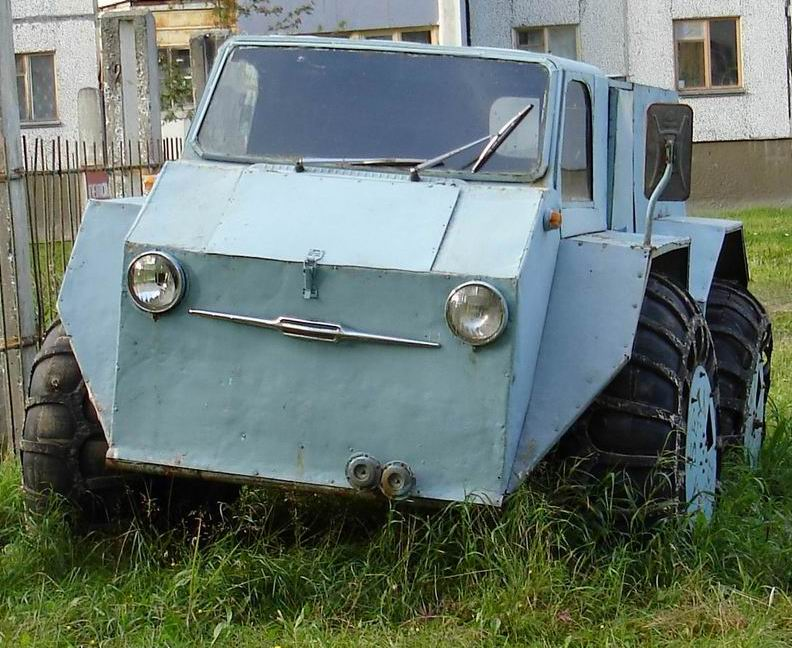
Самодельный вездеход «Каракат» с кузовом из фанеры

- Изоляционные изделия в электротехнике.
- В авиационной промышленности (см. Дельта-древесина).
- Для изготовления мебели.
- В качестве основы паркета и паркетной доски.
- В судостроении для дейдвудных подшипников, втулки и вкладыши обычных подшипников (антифрикционный, самосмазывающийся материал), зубчатые колёса и другие детали машин (конструкционный материал)
- производство микрофлюидных чипов[1]

## Классификация
Фанера называется продольной, если волокна в лицевых слоях направлены вдоль длинной стороны, в противном случае — поперечной.
Фанера из древесины как твёрдых, так и мягких пород выпускается нескольких типов и сортов, которые различаются назначением, сроком службы, внешним видом и стоимостью.
Фанерные плиты (по ГОСТ 8693-2018) толщиной от 15 до 78 мм.
По предназначению — строительная, промышленная, упаковочная, мебельная и конструкционная.
По видам фанеру часто разделяют на два популярных вида — ФК (влагостойкая) и ФСФ (повышенной влагостойкости).
По типу обработки — ламинированная.
По внешнему виду (согласно ГОСТ 3916.1-2018) (определяется количеством пороков и дефектов поверхности наружного слоя шпона): E (элита), I, II, III, IV.

### По материалу, из которого изготовляется
- Хвойная фанера (изготавливается из шпона хвойных пород деревьев: лиственницы, сосны, пихты, ели). Иногда для изготовления фанеры используется шпон сибирского кедра — такая фанера используется в декоративных целях. Для хвойной фанеры обязательным является содержание хвойного шпона в наружных слоях — внутренние могут содержать шпон лиственных пород древесины.
- Берёзовая фанера (изготавливается из шпона берёзы) получила распространение практически во всех областях, но из-за относительно более высокой стоимости в строительстве используется не так широко, как хвойная.
- Фанера из тополя, которая производится преимущественно в Китае, существенно дешевле российских аналогов из берёзы и хвойных пород, однако уступает им по параметрам[источник не указан 2972 дня][2][3].
- Бразильская фанера, она же тропическая, из смешанных лиственных пород тропической древесины. Родом из Амазонского бассейна, сейчас также производится в странах Африки и Южной Америки, Азии. Тропическая фанера превосходит фанеру хвойных пород по плотности, прочности, ровности слоев и высокому качеству.

### По количеству слоёв
- трёхслойная
- пятислойная
- многослойная

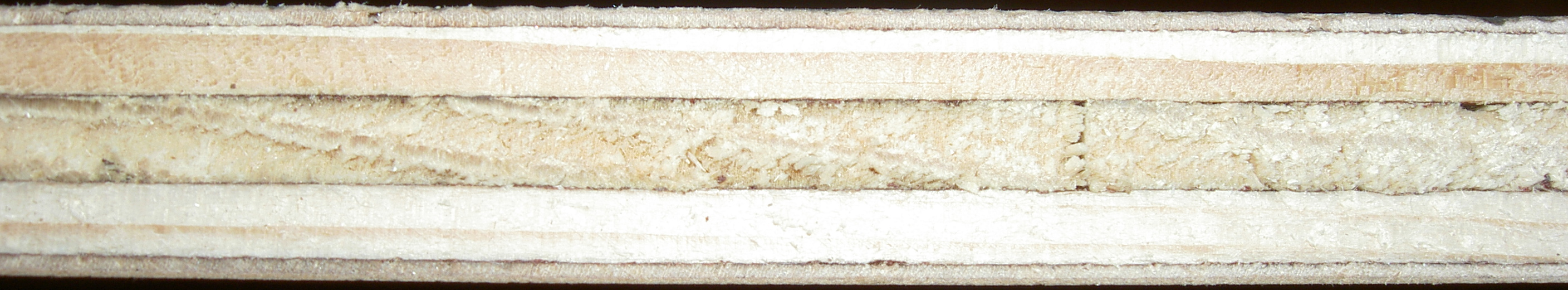
Фанерные слои

В основном листы фанеры имеют нечётное количество слоёв шпона: в этом случае шпон расположен симметрично относительно среднего слоя. Если слоёв шпона в фанере четыре, то центральные слои располагают и склеивают перпендикулярно наружным, что увеличивает общую прочность и стойкость к деформации.

### По пропитке
Водостойкая фанера — материал, обработанный специальным образом для увеличения сопротивления влаге. Максимально увеличить влагостойкие характеристики фанеры может помочь ламинирование.
- ФБА — это листы фанеры, которые проклеены натуральным альбуминоказеиновым клеем. Преимущество фанеры ФБА в том, что она является экологически чистым строительным материалом, но её небольшая влагостойкость ограничивает применения этой марки.
- ФСФ (фанера, изготавливаемая с применением смоляного фенолформальдегидного клея). Эта фанера характеризуется относительно высокой износоустойчивостью, механической прочностью и высокой водостойкостью. ФСФ — один из самых популярных видов фанеры, используется в строительстве, производстве, кровельных работах. Допускается для применения в жилых помещениях, если класс эмиссии не превышает Е1.
- ФСФ-ТВ (фанера огнезащищённая). Обладает свойствами фанеры марки ФСФ, но не подверженная горению, относится к группе трудногорючих материалов. Применяется в пассажирском вагоностроении и промышленном/гражданском строительстве.
- ФК (фанера, получаемая при приклеивании шпонов карбамидным клеем). Обладая меньшими водостойкими характеристиками, ФК используется преимущественно при внутренней отделке помещений, в мебельном производстве, при изготовлении деревянной тары, при работе с конструкциями внутри помещения.
- ФКМ. В качестве клея при производстве фанеры ФКМ используются меламиновые и меламиноформальдегидные смолы.
- ФБ (фанера, пропитанная бакелитовым лаком, впоследствии склеивается). Этот вид обладает максимальной сопротивляемостью воздействию агрессивной среды и может использоваться в условиях тропического климата, при повышенной влажности и даже под водой.
- БС (фанера, пропитанная бакелитовым клеем, С — спирторастворимый). Эта фанера обладает уникальными свойствами — сверхвысокой прочностью, стойкостью к агрессивным средам, гибкостью, упругостью, водонепроницаема, не гниёт, не раскисает. Её ещё называют авиационная фанера за то, что раньше использовалась только в авиа- и судостроении.
- БВ (фанера, пропитанная бакелитовым клеем, В — водорастворимый). Эта фанера обладает теми же свойствами, что и фанера БС, за исключением влагостойкости, поскольку клей, применяемый при склеивании слоев, водорастворим.

### По виду обработки поверхностей
- НШ — нешлифованная фанера.
- Ш1 — материал, шлифованный с одной стороны.
- Ш2 — материал, шлифованный с двух сторон.

## Виды и сорта фанеры
В настоящий момент ГОСТы предусматривают наличие пяти сортов фанеры, которые различаются наличием и количеством допустимых дефектов обработки, пороков древесины и её дефектов.

### Нормы ограничения пороков древесины и дефектов обработки
| Наименование пороков древесины и дефектов обработки по ГОСТ 30427 | Фанера с наружными слоями из шпона сортов | Фанера с наружными слоями из шпона сортов | Фанера с наружными слоями из шпона сортов | Фанера с наружными слоями из шпона сортов | Фанера с наружными слоями из шпона сортов |
| Наименование пороков древесины и дефектов обработки по ГОСТ 30427 | E (элитная) | I сорт (B) | II сорт (BB) | III сорт (CP) | IV сорт (C) |
| 1. Булавочные сучки | Не допускаются | Допускаются до 3-х штук на 1 м² поверхности листа | Допускаются | Допускаются | Допускаются |
| 2. Здоровые сросшиеся светлые и тёмные сучки | Не допускаются | Допускаются диаметром, мм, не более | Допускаются диаметром, мм, не более | Допускаются с трещинами шириной не более 1,5 мм | Допускаются |
| 2. Здоровые сросшиеся светлые и тёмные сучки | Не допускаются | 15 | 25 | Допускаются с трещинами шириной не более 1,5 мм | Допускаются |
| 2. Здоровые сросшиеся светлые и тёмные сучки | Не допускаются | в количестве на 1 м², шт., не более | | Допускаются с трещинами шириной не более 1,5 мм | Допускаются |
| 2. Здоровые сросшиеся светлые и тёмные сучки | Не допускаются | 5 | 10 | Допускаются с трещинами шириной не более 1,5 мм | Допускаются |
| 2. Здоровые сросшиеся светлые и тёмные сучки | Не допускаются | с трещинами шириной, мм, не более | | Допускаются с трещинами шириной не более 1,5 мм | Допускаются |
| 2. Здоровые сросшиеся светлые и тёмные сучки | Не допускаются | 0,5 | 1,0 | Допускаются с трещинами шириной не более 1,5 мм | Допускаются |
| 3. Частично сросшиеся, несросшиеся, выпадающие сучки, отверстия от них, червоточина                                                                                                | Не допускаются | Допускаются диаметром, мм, не более | Допускаются диаметром, мм, не более | Допускаются диаметром, мм, не более | Допускаются диаметром, мм, не более |
| 3. Частично сросшиеся, несросшиеся, выпадающие сучки, отверстия от них, червоточина                                                                                                | Не допускаются | 6 | 6 | 6 | 40 |
| 3. Частично сросшиеся, несросшиеся, выпадающие сучки, отверстия от них, червоточина                                                                                                | Не допускаются | в количестве на 1 м² поверхности листа, шт., не более                                                                                                 | в количестве на 1 м² поверхности листа, шт., не более                                                                                                 | в количестве на 1 м² поверхности листа, шт., не более                                                                                                 | без ограничения количества |
| 3. Частично сросшиеся, несросшиеся, выпадающие сучки, отверстия от них, червоточина                                                                                                | Не допускаются | 3 | 6 | 10 | без ограничения количества |
| 4. Сомкнутые трещины | Не допускаются | Допускаются длиной, не более 200 мм в количестве не более 2 шт., на 1 м ширины листа                                                                  | Допускаются длиной, не более 200 мм в количестве не более 2 шт., на 1 м ширины листа                                                                  | Допускаются | Допускаются |
| 5. Разошедшиеся трещины | Не допускаются | Не допускаются | Допускаются длиной, мм, не более | Допускаются длиной, мм, не более | Допускаются длиной, мм, не более |
| 5. Разошедшиеся трещины | Не допускаются | Не допускаются | 200 | 300 | без ограничения |
| 5. Разошедшиеся трещины | Не допускаются | Не допускаются | шириной, мм, не более | | |
| 5. Разошедшиеся трещины | Не допускаются | Не допускаются | 2 | 2 | 10 |
| 5. Разошедшиеся трещины | Не допускаются | Не допускаются | в количестве, шт., не более | | |
| 5. Разошедшиеся трещины | Не допускаются | Не допускаются | 2 | 2 | без ограничения |
| 5. Разошедшиеся трещины | Не допускаются | Не допускаются | при условии заделки замазками | Допускаются длиной до 600 мм, шириной до 5 мм при условии заделки замазкой                                                                            | |
| 6. Светлая прорость | Не допускается | Допускается | Допускается | Допускается | Допускается |
| 7. Тёмная прорость | Не допускается | Не допускается | Допускается в общем числе с нормами п. 2 настоящей таблицы                                                                                            | Допускается в общем числе с нормами п. 2 настоящей таблицы                                                                                            | Допускается |
| 8. Отклонение в строении древесины | Допускается незначительное случайного характера, кроме тёмных глазков                                                                                 | Допускается | Допускается | Допускается | Допускается |
| 9. Здоровое изменение окраски | Не допускается | Допускается не более, %, поверхности листа 5 | Допускается | Допускается | Допускается |
| 10. Нездоровое изменение окраски | Не допускается | Не допускается | Не допускается | Не допускается | Допускается |
| 11. Гниль | Не допускается | Не допускается | Не допускается | Не допускается | Не допускается |
| 12. Наклон | Не допускается | Допускаются в общем числе с нормами п. 3 настоящей таблицы                                                                                            | Допускаются в общем числе с нормами п. 3 настоящей таблицы                                                                                            | Допускаются в общем числе с нормами п. 3 настоящей таблицы                                                                                            | Допускаются в общем числе с нормами п. 3 настоящей таблицы                                                                                            |
| 13. Нахлёстка в наружных слоях | Не допускается | Не допускается | Допускается длиной, мм, не более | Допускается длиной, мм, не более | Допускается |
| 13. Нахлёстка в наружных слоях | Не допускается | Не допускается | 100 | 200 | Допускается |
| 13. Нахлёстка в наружных слоях | Не допускается | Не допускается | в количестве, шт., не более | | Допускается |
| 13. Нахлёстка в наружных слоях | Не допускается | Не допускается | 1 | 2 | Допускается |
| 13. Нахлёстка в наружных слоях | Не допускается | Не допускается | на 1 м ширины листа | | Допускается |
| 14. Недостача шпона, дефекты кромок листа при шлифовании и обрезке | Не допускаются | Допускаются шириной, мм | Допускаются шириной, мм | Допускаются шириной, мм | Допускаются шириной, мм |
| 15. Наличие клеевой ленты | Не допускается | Не допускается | Допускается в нешлифованной фанере | Допускается в нешлифованной фанере | Допускается в нешлифованной фанере |
| 16. Просачивание клея | Не допускается | Не допускается | Допускается, %, не более | Допускается, %, не более | Допускается |
| 16. Просачивание клея | Не допускается | Не допускается | 2 | 5 | Допускается |
| 16. Просачивание клея | Не допускается | Не допускается | поверхности листа | | Допускается |
| 17. Царапины | Не допускаются | Не допускаются | Допускаются | Допускаются | Допускаются |
| 18. Вмятина, отпечаток, гребешок | Не допускаются | Не допускаются | Допускаются глубиной (высотой) в пределах значений предельных отклонений по толщине                                                                   | Допускаются глубиной (высотой) в пределах значений предельных отклонений по толщине                                                                   | Допускается |
| 19. Вырыв волокон | Не допускается | Не допускается | Допускается, %, поверхности листа, не более | Допускается, %, поверхности листа, не более | Допускается |
| 19. Вырыв волокон | Не допускается | Не допускается | 5 | 15 | Допускается |
| 20. Прошлифовка | Не допускается | Не допускается | Не допускается | Не допускается | Допускается |
| 21. Покоробленность | В фанере толщиной до 6,5 мм не учитывается, толщиной 6,5 мм и более допускается со стрелой прогиба не более 15 мм на 1 м длины диагонали листа фанеры | В фанере толщиной до 6,5 мм не учитывается, толщиной 6,5 мм и более допускается со стрелой прогиба не более 15 мм на 1 м длины диагонали листа фанеры | В фанере толщиной до 6,5 мм не учитывается, толщиной 6,5 мм и более допускается со стрелой прогиба не более 15 мм на 1 м длины диагонали листа фанеры | В фанере толщиной до 6,5 мм не учитывается, толщиной 6,5 мм и более допускается со стрелой прогиба не более 15 мм на 1 м длины диагонали листа фанеры | В фанере толщиной до 6,5 мм не учитывается, толщиной 6,5 мм и более допускается со стрелой прогиба не более 15 мм на 1 м длины диагонали листа фанеры |
| 22. Металлические включения | Не допускаются | Не допускаются | Не допускаются | Допускаются скобки из цветного металла | Допускаются скобки из цветного металла |
| 23. Зазор в соединениях | Не допускается | Не допускается | Допускается шириной, мм, не более | Допускается шириной, мм, не более | Допускается |
| 23. Зазор в соединениях | Не допускается | Не допускается | 1 | 2 | Допускается |
| 23. Зазор в соединениях | Не допускается | Не допускается | в количестве, шт., не более | | Допускается |
| 23. Зазор в соединениях | Не допускается | Не допускается | 1 | 1 | Допускается |
| 23. Зазор в соединениях | Не допускается | Не допускается | на 1 м ширины листа | | Допускается |
| 24. Расслоение, пузыри, закорина | Не допускаются | Не допускаются | Не допускаются | Не допускаются | Не допускаются |
| 25. Волнистость (для шлифованной фанеры), ворсистость, рябь | Не допускаются | Не допускаются | Не допускаются | Допускаются | Допускаются |
| 26. Шероховатость поверхности | Параметр шероховатости Rm по ГОСТ 7016, мкм, не более: для шлифованной фанеры — 100, для не шлифованной — 200                                         | Параметр шероховатости Rm по ГОСТ 7016, мкм, не более: для шлифованной фанеры — 100, для не шлифованной — 200                                         | Параметр шероховатости Rm по ГОСТ 7016, мкм, не более: для шлифованной фанеры — 100, для не шлифованной — 200                                         | Параметр шероховатости Rm по ГОСТ 7016, мкм, не более: для шлифованной фанеры — 100, для не шлифованной — 200                                         | Параметр шероховатости Rm по ГОСТ 7016, мкм, не более: для шлифованной фанеры — 100, для не шлифованной — 200                                         |
| 27. Вставки из древесины | Не допускаются | Не допускаются | Допускаются при заделке в количестве, шт., не более                                                                                                   | Допускаются при заделке в количестве, шт., не более                                                                                                   | Допускаются при заделке в количестве, шт., не более                                                                                                   |
| 27. Вставки из древесины | Не допускаются | Не допускаются | 8 на 1 м2листа | без ограничения | без ограничения |
| 28. Двойная вставка | Не допускается | Не допускается | Допускается, шт., не более 2 на 1 м² листа | Допускается без ограничения | Допускается без ограничения |
| Примечания: 1. Норма дефекта обработки «недостача шпона» относится и к внутренним слоям фанеры. 2. Пороки древесины и дефекты обработки, не указанные в таблице 3, не допускаются. | | | | | |

Общими словами:
- сорт Е (элита). Дефекты не допускаются, кроме незначительных изменений случайного характера в строении древесины;
- сорт I. Максимальная длина покоробленности или трещин для фанеры первого сорта не должна превышать 20 мм;
- сорт II. Допускаются трещины до 200 мм, вставки из древесины, просачивание клея площадью до 2 % от общей площади листа фанеры;
- сорт III. Допускаются червоточины до 10 штук на квадратный метр при диаметре каждой не более 6 мм; общее количество перечисленных пороков не может быть больше 9;
- сорт IV. Фанера 4-го сорта является крайне низкокачественной. Такая фанера может иметь следующие пороки: частично сросшиеся и выпавшие сучки — без ограничения; червоточины диаметром до 40 мм без ограничения; дефекты кромок листа глубиной до 5 мм;

## Технология изготовления

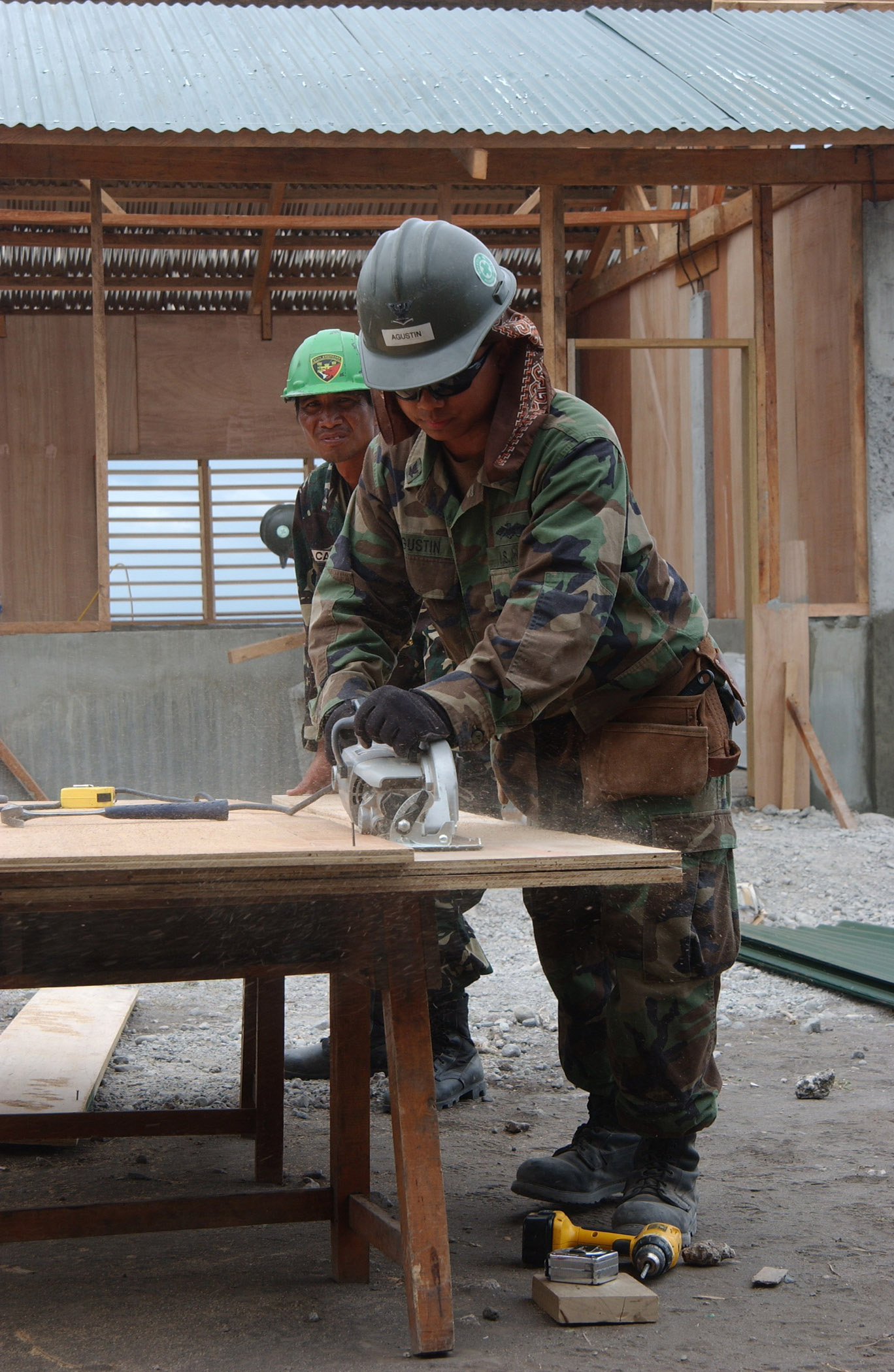
«Раскройка» листа фанеры

В технологическом процессе производства фанеры можно ориентировочно выделить 14 этапов:
1) Подготовка сырья к лущению.

На начальном этапе происходит отбор качественного берёзового фанерного кряжа, он должен соответствовать ГОСТу 9462-2016. По поступлении на завод сырьё гидротермически обрабатывается в варочных бассейнах.
2) Окорка сырья.

Окорка — удаление с поверхности кряжа коры и луба. После произведения окорки бревна прогоняют через специальный сканер, определяющий кубатуру кряжа.
3) Разделка фанерного сырья.

Для разделки сырья на чураки используется пильный агрегат, работающий в полуавтоматическом режиме. Получившиеся от разделки под определённую ширину листа отходы отправляются в отделение переработки отходов, а сырьё в виде чураков — в приёмник-накопитель и на следующий этап, к лущильному станку.
4) Лущение, рубка и укладка шпона.

Для лущения шпона используются лущильные станки, а рубка по размерам осуществляется ножницами, получаемый шпон в сыром виде на выходе имеет толщину в 1,15—1,18 мм. Получившаяся после лущения лента шпона подаётся к пневматическим ножницам, для раскроя на форматные листы в полуавтоматическом режиме. Лущёный шпон стопками подаётся к сушилке.
5) Сушка шпона.

Сушится шпон с использованием газовых роликовых сушилок, работающих на топочных газах, а также и в термомасляной сушилке.
6) Сортировка шпона.

После сушки шпон делится на несколько частей, одна из которых направляется на ребросклеивание и шпонопочинку, а другая — сразу на сортировку в соответствии с требованиями ГОСТ 3916.1-2018 или требованиями заказчика. Неформатный, кусковой и оставшийся от обрезки шпон отправляется на ребросклеивание вдоль волокон на внутренние слои, а после обрезки поперёк — на линию усовки.
7) Склеивание шпона на «ус».

Склеенный на «ус» поперёк волокон шпон идёт на внутренние слои большеформатной фанеры.
8) Ребросклеивание шпона.

Для ребросклейки используются станки с подачей шпона вдоль и поперёк древесных волокон.
9) Починка шпона.

В починку шпона идут полоски шпона шириной до 49 мм, они подбираются по направлению волокон, цвету и породе древесины, толщине относительно требующих починки листов и плотно держатся в шпоне.
10) Приготовление и нанесение клея.

Рецептура приготовления клея — секрет производства любого фанерного завода, а наносится клей на шпон клеенаносящими станками, с помощью рифлёных металлических барабанов строго цилиндрической формы.
11) Сборка пакетов.

Шпон с нанесенным клеем отправляют в наборку, где собираются пакеты, которые, проходя холодную подпрессовку, формируют будущие листы фанеры. Пакеты собираются в угольник, прижимаясь к упорам с двух сторон наборного стола. После холодной подпрессовки пакеты отправляют в загрузку горячего пресса.
12) Склеивание фанеры.

Для склеивания фанеры используется горячий гидравлический пресс с электронной системой управления прессованием, механической загрузкой и выгрузкой. После пресса фанера развозится погрузчиком в стопы для выстройки. Стопы держатся в течение 24 часов в условиях цеха, чтобы снять внутренние напряжения.
13) Обрезка фанеры и шлифование.

В обрезке фанеры используются форматно-обрезные станки, а после обрезки её автопогрузчиком подают на сортировку или шлифовальный станок.
14) Сортировка, маркировка и упаковка.

Фанера подается на сортировочные площадки после обрезки и шлифования, где сортируется по ГОСТу 3916.1-2018, после чего производится маркировка листов фанеры, упаковка её в стандартные транспортировочные пачки и маркировка пачек.

### Производство в России
Фанера в России выпускается следующих основных форматов 1525×1525, 1220×2440, 2440×1220, 1250×2500, 2500×1250, 1500×3000, 3000×1500, 1525×3050 и 3050×1525 мм. Различие в расположении длины и ширины относительно формата фанеры обозначает продольное или поперечное расположение волокон шпона по длинной стороне и указывает, что если формат заявлен как 1220×2440 мм, то расположение слоёв шпона поперечное, а если 2440×1220 мм — продольное. Фанера с продольным расположением волокон шпона используется там, где требуется гибкость, а с поперечным — там, где требуется высокая жёсткость при изгибе.
Производство фанеры в России (млн. м³):
- 2002 г. — 1,8;
- 2003 г. — 2,0;
- 2004 г. — 2,2;
- 2005 г. — 2,6;

Фанерное производство в России расположено по большей части в привязке к регионам, богатым лесными ресурсами. Основная доля выпуска приходится на предприятия Северо-Западного федерального округа — около 35 % в общем объёме производства.
В России наибольшее распространение получило производство березовой фанеры (95 % производства) в связи с особенностями состава лесов (из 63 фанерных заводов 62 производят березовую фанеру). Березовая фанера составляет 3-4 % от мирового рынка фанеры

В 2005 году экспорт составил 1,5 млн м³, то есть около 60 % всей произведённой в стране фанеры.